# Райнгард Боннке
Райнгард  Боннке  (нім. Reinhard Bonnke; 7 квітня 1940, Кенігсберг, Східна Пруссія, Німеччина (Третій Рейх) — 12 грудня 2019, Орландо, Флорида, США) —  німецький п'ятдесятницький (харизматичний) євангеліст, який збирав найчисельніші[джерело?] (до 6 мільйонів відвідувачів) євангелізаційні зібрання в Африці.

## Раннє життя
Райнгард Боннке народився 19 квітня 1940 року в Кенігсберзі, Східна Пруссія, Німеччина син військового офіцера з логістики. З матір'ю та братами його відвезли до Данії під час евакуації Східної Пруссії та провели кілька років у центрі переміщених осіб. Він став відродженним християнином у дев'ятирічному віці після того, як мати говорила з ним про гріх, який він скоїв. Він поїхав на місіонерську роботу до Африки у віці 10 років й сказав, що був хрещеним Святим Духом. Після військової служби його батько став пастором.
Боннке навчався в Біблійному коледжі Вельсу у Свонсі, де його надихнув директор Семюел Ріс Ховеллс. В одній зустрічі після того, як Говеллс говорив про відповідь на молитву, Боннке молився: "Господи, я також хочу бути людиною віри. Я хочу бачити Твій шлях забезпечення потреб". Проїздом у Лондоні він зустрівся з відомим проповідником Джорджем Джеффрісом, який підбадьрив молодого німецького студента. Після закінчення школи сім років працював пастором у Німеччині. Він розпочав своє служіння в Африці, з яким його принципово ототожнювали, проповідуючи в Лесото в 1967 році. Згодом він провів євангельські зустрічі по всьому континенту.
За підрахунками, понад 79 мільйонів людей прийняли християнство в результаті служіння Бонке.  1992 року Райнгард Боннке відвідав Україну на запрошення церкви ХВЄ-п'ятидесятників і проповідував 8 серпня у Києві на стадіоні "Динамо". Його називали "велетнем і полководцем в Армії Божій". Райнгард Бонке помер 7 грудня 2019 року у віці 79 років.

## Смерть
Боннке помер 7 грудня 2019 року в оточенні своєї родини. У листопаді 2019 року Боннке повідомив на своїй офіційній сторінці в Facebook, що переніс операцію на стегновій кінцівці та потребує часу, щоб "навчитися знову ходити".  Президент Нігерії Мухаммаду Бухарі, який є мусульманином, похвалив Боннке за його часті візити до Нігерії та описав смерть Боннке, як "велику втрату для Нігерії".

## Африканська місія
На початку Боннке зазнав поганих результатів своїх євангелізаційних зусиль і відчував розчарування від темпів свого служіння. Боннке стверджує, що неоднарозово мав сон з зображенням карти Африки, у червоний колір, і чув голос Божий, що голосив: "Африка має бути спасена". Це змусило його прийняти широкомасштабну євангелізацію, а не традиційний маломасштабний місіонерський підхід. Він орендував стадіон у Габороне, Ботсвана, і проповідував з малою допомогою місцевих церков. Він почав зібрання на стадіонах зі 100 людей до багатьох тисяч.
У 1974 році Боннке заснував місійну організацію "Христос для всіх націй" (скорочено CfaN). Спочатку штаб-квартира розташована в Йоганнесбурзі, ПАР, в 1986 році штаб-квартира була перенесена до Франкфурта, Німеччина. Це було зроблено головним чином для віддалення організації від політики апартеїду Південної Африки того часу. Сьогодні CfaN має 9 офісів на 5 континентах.
Боннке розпочав своє служіння, проводячи збори в наметах, які вміщували великі натовпи. Згідно з повідомленням, опублікованим Christian Broadcasting Network, у 1984 році він замовив будівництво найбільшої у світі мобільної споруди - намету, здатного розмістити 34 тисяч; він був знищений через буревій безпосередньо перед великим зібранням, і тому команда вирішила провести захід просто неба. Тоді у заході взяли участь понад 100 тисяч осіб, що набагато більше ніж 34 тисяч місць, що міг би вмістити намет.
На додаток до Південної Африки, Боннке також проводив численні хрестові походи в інших африканських країнах, таких як Нігерія та Кенія, а також став відомим як "Африканський Біллі Грем". У випуску журналу Christianity Today від 5 лютого 2001 року журналістка Коррі Катрер заявила, що Бонке встановив "рекордну кількість відвідувачів" на нещодавніх хрестових походах у Нігерії. Бонке оголосив про свій "прощальний євангельський хрестовий похід", який відбудеться в Лагосі, Нігерія, в листопаді 2017 року. У Лагосі також відбувався євангельський хрестовий похід, що відбувся у 2000 році, на який, за даними CfaN, є найбільшим на сьогодні зібранням, яке відвідали шість мільйонів людей. У 2019 році Райнгард Бонке мав виступити гедлайнером Африканської конференції G12 у Преторії, Південна Африка.

## Заворушення мусульман в Нігерії
У 1991 році, під час візиту Боннке в Кано в Нігерії, в місті відбулися заворушення мусульман через його зауваження щодо ісламу у місті Кадуна, де він проповідав раніше. Поширилася чутка, що Боннке планував "очолити вторгнення" в Кано. Близько 8000 мусульманської молоді зібралися в палаці еміра, і після полуденних молитов відбулися заворушення, під час яких багато християн отримали різні поранення, а кілька церков було спалено. Лише через 9 років Боннке проповідував знову в Нігерії.

## Особисте життя
Закінчивши Вельський біблійний коледж і повернувшись до Німеччини, Боннке провів низку зібрань у Рендсбурзі. Його почали запрошувати для проповіді з усієї Німеччини та решти світу.
З майбутньою дружиною Анні Сульце, Боннке познайомився на фестивалі євангельської музики, на якому вона поступилася у музичному конкурсі, і з якою побрався в 1964 році. Вони мали трьох дітей. 

## Автобіографія
Автобіографія Боннке "Живучи життям вогню" - це збірка історій його життя, з розповіддю про його дитинство під час Другої світової війни та перебуванню в таборах до перших років служіння, і про те, як він вірив, що Бог використовував його, щоб принести євангелія спасіння для Африки.